# Дягель (Брянская область)
Дягель — поселок в Новозыбковском городском округе Брянской области.

## География
Находится в западной части Брянской области на расстоянии приблизительно 20 км на восток по прямой от районного центра города Новозыбков.

## История
В 1859 году был отмечен как хутор с 1 двором. На карте 1941 года отмечен как безымянный хутор. До 2019 года входил в состав Старокривецкого сельского поселения Новозыбковского района до их упразднения. По состоянию на 2020 год опустел.

## Население
Численность населения: 4 человека (1859 год), 5 в 2002 году (русские 100 %), 1 в 2010.